# Adèle Thorens Goumaz

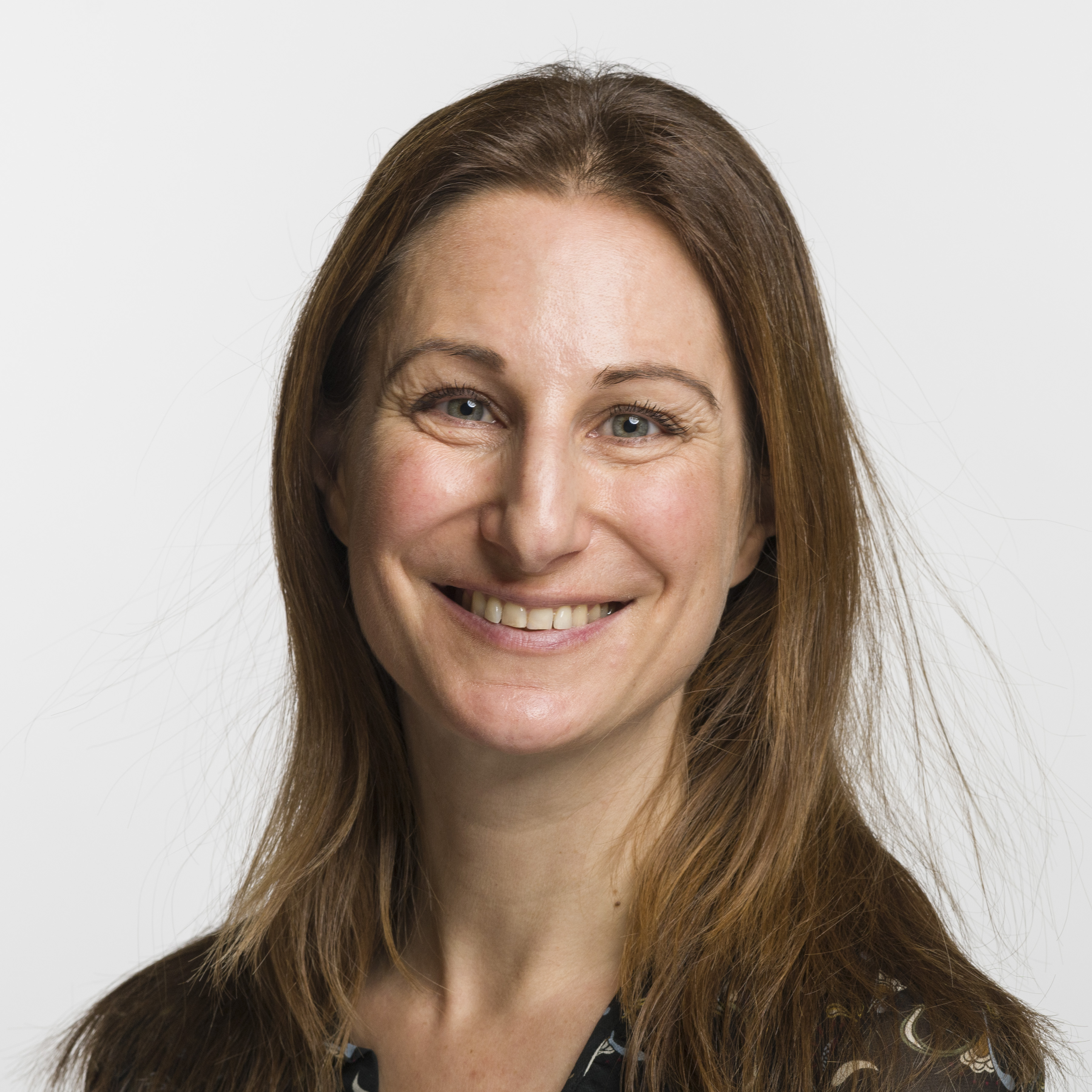
Adèle Thorens Goumaz (2019)

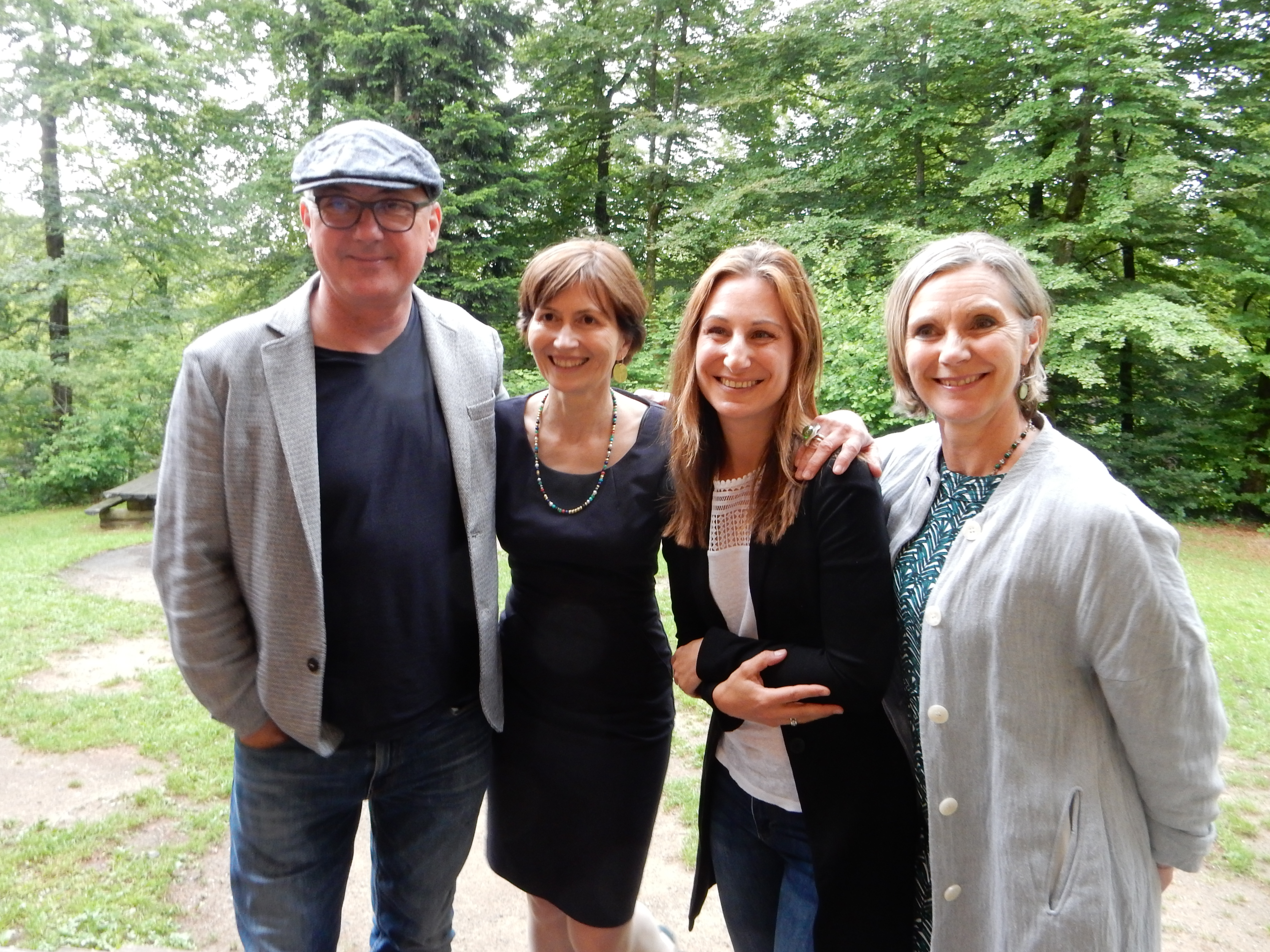
Von links nach rechts: Isaac Reber, Regula Rytz, Adèle Thorens Goumaz und Maya Graf

Adèle Thorens Goumaz (* 15. Dezember 1971 in Solothurn; heimatberechtigt in Villarzel und Sainte-Croix) ist eine Schweizer Politikerin (Grüne).

## Leben
Thorens Goumaz ist verheiratet, Mutter eines Kindes und wohnt in Lausanne. Sie stammt aus der ursprünglich hugenottischen Familie, die im Schweizer Jura die Plattenspieler-Firma Thorens gegründet hat. Sie studierte Philosophie, Geschichte und Politische Wissenschaften an der Universität Lausanne und schloss mit dem Lizenziat ab. Von 2004 bis 2009 arbeitete sie für das Bildungszentrum Romandie des WWF Schweiz. Danach machte sie sich als Beraterin selbstständig, erfüllt jedoch weiterhin ein Mandat für den WWF.

## Politische Karriere
Seit 1999 gehört Thorens Goumaz den Grünen an. Von 2002 bis 2007 war sie Mitglied des Gemeinderates der Stadt Lausanne (Legislative), wo sie ab 2005 die grüne Fraktion leitete. Bei den Wahlen 2007 wurde sie in den Nationalrat gewählt und bei den Wahlen 2011 bestätigt. Sie gehörte von 2007 bis 2011 der Wirtschafts- und Abgabenkommission (WAK) an, danach der Kommission für Umwelt, Raumplanung und Energie (UREK).
Am 21. April 2012 wurden sie und Regula Rytz zu Co-Präsidentinnen der Grünen Partei der Schweiz gewählt. Bei den Wahlen 2015 verpasste sie die direkte Wiederwahl, behielt jedoch durch den Verzicht des abgewählten Ständerats Luc Recordon als Nachrückerin ihren Sitz im Nationalrat. 2016 beendete sie das Co-Präsidium der Grünen Schweiz, Regula Rytz wurde als alleinige Präsidentin gewählt. Bei den Wahlen 2019 wurde sie im zweiten Wahlgang in den Ständerat gewählt. Dort ist sie Mitglied der Finanzkommission, der Kommission für Wirtschaft und Abgaben, der Finanzkommission-SR Subko 3 (EDI/UVEK), der Kommission für Umwelt, Raumplanung und Energie (als Präsidentin). Für die Wahlen 2023 hat sie nicht mehr kandidiert.